# Mjele
Mjele ist ein Verwaltungsbezirk (Ward) des Distrikts Mbeya in der gleichnamigen tansanischen Region Mbeya.

## Geografie
Mjele liegt im Südwesten von Tansania etwa 40 Kilometer nordwestlich der Regionshauptstadt Mbeya und grenzt im Westen an die Region Songwe. Der Bezirk hat eine Fläche von 183,8 Quadratkilometern und bei der Volkszählung 2022 lebten hier 6738 Menschen in 1111 Haushalten.

## Gliederung
Der Bezirk besteht aus drei Gemeinden (Mtaa) mit 17 Orten (Kitongoji):
| Ipwizi - Mabatini - Ngelela - Malwilo - Ipwizi juu - Ipwizi kati - Nindo - Mapogoro | Chang'ombe - Ndowela - Iporoto - Ivunza | Mjele - Mjele A - Mjele B - Mayela - Ilangali - Kitusi - Iyanga - Mtakuja |

## Wirtschaft und Infrastruktur
- Gesundheit: Die Apotheke in Mjele führt auch kleine chirurgische Eingriffe durch.[6]